# Епархия Матагальпы
Епархия Матагальпы (лат. Dioecesis Matagalpensis) — епархия Римско-Католической церкви с центром в городе Матагальпа, Никарагуа. Епархия Леона распространяет свою юрисдикцию на департаменты Матагальпа. Епархия Матагальпы входит в митрополию Манагуа. Кафедральным собором епархии Матагальпы является церковь святого Петра.

## История
19 декабря 1924 года Римский папа Пий XI издал буллу Animarum saluti, которой учредил епархию Матагальпы, выделив её из архиепархии Матагальпы.
18 июня 1982 года епархия Матагальпы передала часть своей территории для возведения новой территориальной прелатуры Хинотеги (сегодня — Епархия Хинотеги).

## Ординарии епархии
- епископ Isidro Carrillo y Salazar (24.12.1924 — 16.04.1931);
- епископ Vicente Alejandro González y Robleto (29.01.1932 — 9.04.1938);
- епископ Isidro Augusto Oviedo y Reyes (11.12.1939 — 17.11.1946) — назначен епископом епархии Леона;
- епископ Octavio José Calderón y Padilla (13.06.1946 — 22.06.1970);
- епископ Julián Luis Barni Spotti (22.06.1970 — 18.06.1982) — назначен епископом Леона;
- епископ Carlos José Santi Brugia (18.06.1982 — 15.05.1991);
- епископ Леопольдо Хосе Бренес Солорсано (2.11.1991 — 1.04.2005) — назначен архиепископом Манагуа;
- епископ Jorge Solórzano Pérez (15.10.2005 — 11.03.2010) — назначен епископом епархии Гранады;
- епископ Rolando José Álvarez Lagos (8.03.2011 — по настоящее время).

## Источник
- Annuario Pontificio, Ватикан, 2007
- Булла Animarum saluti, AAS 17 (1925), стр. 513  (лат.)